# Поликраиште
Поликраиште (болг. Поликраище) — село в Болгарии. Находится в Великотырновской области, входит в общину Горна-Оряховица. Население составляет 1648 человек (2022).

## История
До 1944 года в селе действовала одна семилетняя школа
В 1944—1957 гг. село было электрифицировано, здесь были открыты две семилетние школы, детский сад, народная читальня и несколько магазинов.

## Политическая ситуация
В местном кметстве Поликраиште, в состав которого входит Поликраиште, должность кмета (старосты) с 2011 г. исполняет Марин Димитров Тодоранов (партия АТАКА) по результатам выборов правления кметства.
Кмет (мэр) общины Горна-Оряховица — Добромир Добрев (Граждане за европейское развитие Болгарии (ГЕРБ)) по результатам выборов.